# Le Val-d'Ajol
Le Val-d'Ajol é uma comuna francesa na região administrativa do Grande Leste, no departamento de Vosges. Estende-se por uma área de 73.33 km². Em 2010 a comuna tinha 3 956 habitantes (densidade: 53,9 hab./km²).